# Alkaligrond
Alkaligronden, alkalibodems, alkalische gronden of alkalische bodems zijn kleigronden of kleibodems met een hoge pH (>9), een slechte bodemstructuur en een lage infiltratiecapaciteit. Vaak bezitten zij een harde kalkhoudende laag op 0,5 tot 1 meter diepte (in India wordt deze laag een kankar genoemd). Alkalische gronden ontlenen hun ongunstige fysische en chemische eigenschappen voornamelijk aan de aanwezigheid van natriumcarbonaat (soda) dat de gronden doet zwellen wanneer vochtig. Zij ontlenen hun naam aan de groep alkalimetalen waartoe natrium behoort en die basische omstandigheden kan scheppen.

Basische gronden waarvoor andere oorzaken zijn dan de aanwezigheid van soda worden niet alkalisch genoemd: alkaligronden zijn basisch, maar niet alle basische gronden zijn alkalisch.
Een alkalische grond is de tegenhanger van katteklei die zuur is (pH<5).

## Oorzaken
Alkalische gronden kunnen op natuurlijke wijze zijn ontstaan of door de mens worden veroorzaakt.
1. De natuurlijke oorzaak is de aanwezigheid van bodemmineralen die bij verwering natriumcarbonaat leveren.
2. De menselijke oorzaak is vaak de toepassing van irrigatiewater (oppervlakte- en/ofgrondwater) dat een relatief hoog gehalte heeft aan natriumbicarbonaat, de vorm waarin natriumcarbonaat opgelost is.

## Voorkomen
De mate waarin alkalische bodems voorkomen is niet precies bekend, maar in Oost-Europa en Noord-India komen er miljoenen hectares van voor.

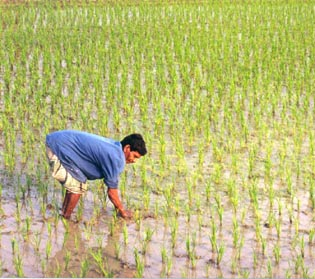
Natte rijst wordt onder water verbouwd.

## Landbouwproblemen
Alkalische gronden zijn moeilijk in gebruik te nemen voor de landbouw. Door de lage infiltratiecapaciteit stagneert regenwater aan het bodemoppervlak en in droge perioden is irrigatie nauwelijks mogelijk. De landbouw is daarom meestal beperkt tot het telen van gewassen zoals rijst en grassen die bestand zijn tegen wateroverlast.

## Chemie
De alkaliniteit gaat samen met de aanwezigheid van natriumcarbonaat (soda, (Na2CO3) in the bodem hetzij als gevolg van natuurlijke verwering van bodemdeeltjes of van het inbrengen door irrigatie- of overstromingswater.
Soda, wanneer opgelost in water, dissocieert in 2Na+ (twee kationen van natrium, dat wil zeggen ionen met een positieve (+) lading) en CO3= (een anion van carbonaat met een dubbele negatieve (−) lading).
Soda kan reageren met water (H2O) waarbij kooldioxide (CO2) vrijkomt dat als gas ontsnapt naar de atmosfeer, en natriumhydroxide (Na+OH−) dat alkalisch is en een hoge pH-waarde oplevert (>9).
- Water (H2O) is voor een klein deel gedissocieerd in H+- (waterstof) en OH−-(hydroxide)-ionen. Het kation H+ heeft een positieve elektrische lading (+) en het hydroxide OH− een negatieve (−). In puur, neutraal, water is de concentratie van H+ zowel als OH− ionen gelijk aan 10−7 eq/l, een zeer geringe concentratie.
- 1 eq = equivalentgewicht komt overeen met net zoveel gram van de chemische stof als zijn moleculair gewicht gedeeld door de elektrische lading of valentie. Wanneer de valentie gelijk is aan 1, is 1 eq. gelijk aan 1 mol. Voor waterstof (H) is het moleculair gewicht gelijk aan het atoomgewicht, namelijk 1, terwijl voor het hydroxide ion het moleculair gewicht (beter: iongewicht) 17 is. Stoffen met hetzelfde equivalentgewicht dragen evenveel positieve of negatieve elektrische lading. In puur water zijn de concentraties van H+ en OH− ionen respectievelijk 10−7 g/l en 17 × 10−7 g/l, elk met hetzelfde equivalentgewicht per liter.
- De pH, zijnde de negatieve logaritme van de concentratie van het H+ ion in eq/l, voor neutraal water is 7. Zodoende is de pOH ook 7. Elke eenheid vermindering van de pH staat gelijk met een vertienvoudiging van de concentratie H+. Omgekeerd betekent elke eenheid vermeerdering van de pH een vertienvoudigde verlaging van deze concentratie. In water met opgeloste zouten kunnen de concentraties van de H+- en OH−-ionen veranderen, maar de som van pH en pOH is constant, namelijk 14. Een pH van 7 komt dus overeen met een pOH van 7, en een pH van 9 met een pOH van 5.
- Formeel verdient het de voorkeur de concentratie van de H+ en OH−-ionen in chemische activiteit uit te drukken, maar dit beïnvloedt de pH-waarde nauwelijks.
- Een waterige oplossing met een pH < 6 wordt zuur genoemd en met een pH > 8 basisch. Een oplossing met een pH < 4 wordt zeer zuur genoemd, en met een pH > 10 zeer basisch.

De reactie tussen Na2CO3 en H2O kan als volgt worden voorgesteld:
- 2Na+ + CO3= + 2H+ + 2OH− → 2Na+ + 2OH− + H2CO3

Het zuur H2CO3 is onstabiel en produceert H2O (water) en CO2 (koolstofdioxide), dat ontsnapt naar de atmosfeer. Dit verklaart de overblijvende alkaliniteit in de vorm van oplosbaar Na+OH− (natriumhydroxide).
Niet alle natriumcarbonaat volgt bovenstaande chemische reactie. Het overblijvende natriumcarbonaat, en dus de aanwezigheid van CO3= ionen is er de oorzaak van dat CaCO3 (dat slecht oplosbaar is) neerslaat als vaste stof (kalk), waarbij de calcium ionen geïmmobiliseerd worden.

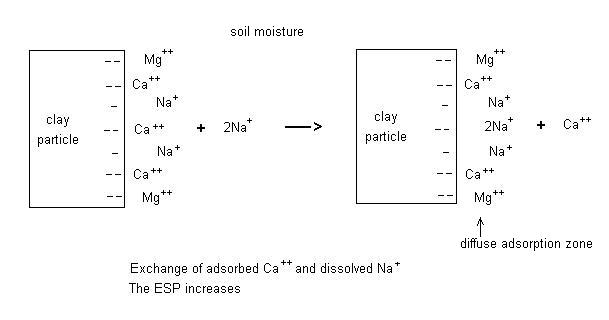
Uitwisselingsproces tussen ionen geadsorbeerd aan het oppervlak van het kleimineraal en die in het bodemvocht

De aanwezigheid van overvloedig Na+ in de bodemoplossing en de neerslag van Ca leidt ertoe dat kleideeltjes, die aan hun oppervlak negatieve elektrische ladingen hebben, meer Na+ adsorberen in de diffuse adsorptie zone (DAZ, zie figuur, officieel diffuse dubbellaag geheten) en door uitwisseling Ca++ vrij geven, waardoor het uitwisselbaar natriumpercentage (UNP) toeneemt.
Na+ is beweeglijker en heeft een kleinere elektrische lading dan Ca++ waardoor de dikte van de DAZ toeneemt naarmate meer natrium is geadsorbeerd. De dikte wordt ook beïnvloed door de totale ionenconcentratie in het bodemvocht in de zin dat hogere concentraties leiden tot een inkrimping van de DAZ-zone.
Kleideeltjes met een betrekkelijk grote UNP (> 16) en in aanraking met niet-zout bodemvocht hebben een uitgedijde DAZ-zone en de grond zwelt (dispersie). Dit verschijnsel heeft verslechtering van de bodemstructuur tot gevolg en vooral korstvorming en compactheid van de bovenlaag. Hierdoor vermindert de doorlatendheid en het bergingsvermogen van de grond en daardoor de waterbeschikbaarheid. Ontkieming en opbrengst van landbouwgewassen worden nadelig beïnvloed.
- In zoute bodems werken de grote hoeveelheden ionen in de bodemoplossing de opzwelling van de grond tegen, zodat verzoute bodems meestal geen ongunstige bodemstructuur hebben. Alkaligronden zijn in beginsel geen zoute gronden omdat het alkaliprobleem sterker is naarmate het zoutgehalte lager is.

Alkalische problemen zijn met meer nadruk aanwezig in klei- en lutumhoudende gronden dan in silt- en zandgronden. The smectiet- of montmorilloniethoudende (zwellende) kleigronden zijn gevoeliger voor alkaliniteit dan illiet- of kaoliniethoudende gronden omdat de eerder genoemde kleimineralen een groter soortelijk oppervlak hebben (het oppervlak van de bodemdeeltjes per eenheid volume) en dus ook een hogere kationenomwisselingscapaciteit.
- Sommige kleimineralen met bijna 100% uitwisselbaar natrium (bijna volledig verzadigd met natrium) worden bentoniet genoemd en gebruikt om ondoorlatende schermen aan te brengen in de bodem, bijvoorbeeld beneden stuwdammen, om doorsijpeling van het grondwater te voorkomen.

## Bodemverbetering
Alkalische gronden met neergeslagen CaCO3 kunnen worden verbeterd met grascultures waarbij zuurhoudende organische stof in de bodem wordt gewerkt en doorspoeling van het natrium wordt bewerkstelligd en calcium in oplossing komt. Diepploegen om de kalk in de ondergrond naar boven te werken kan ook helpen.
Het is ook mogelijk de bodem te verbeteren met verzurende materialen zoals pyriet, de aanstichter van de hoge zuurgraad in katteklei.
Als alternatief kan gips (calciumsulfaat, CaSO4) toegepast worden als bron van Ca++ ionen om natrium aan de DAZ zone te verdringen. Er moet dan wel voldoende natuurlijke drainage mogelijk zijn naar de ondergrond of anders moet een kunstmatig drainagesysteem aanwezig zijn om de overmaat natrium af te voeren.
Om de gronden volledig te verbeteren zijn veelal ondoenlijk grote hoeveelheden bodemtoevoegingen nodig. De meeste inspanningen zijn er daarom op gericht alleen de toplaag te verbeteren (zeg de bovenste 10 cm), omdat deze laag het meest gevoelig is voor verval van de bodemstructuur. Deze behandeling dient wel regelmatig (zeg eens in de 5 jaar) herhaald te worden.
Het is van belang af te zien van irrigatie met natriumcarbonaathoudend water. De kwaliteit van het irrigatiewater in verband met het alkaliniteitsrisico wordt beschreven met twee indices:
1) De sodium adsorption ratio (SAR)
De SAR wordt berekend als:
SAR = [Na+]√[Ca++/2 + Mg++/2] = {Na+/23}√{Ca++/40 + Mg++/24} 
waar: [ ] staat voor concentratie in milliequivalent/l (kortweg meq/l), en { } staat voor concentratie in mg/l 
Het blijkt hier dat Mg (magnesium) een soortgelijke rol speelt als Ca (calcium).

De waarde van SAR mag niet hoger zijn dan 20 en is bij voorkeur onder de 10.
2) Het residual sodium carbonate content (RSC, meq/l,)
Het RSC wordt berekend als:
RSC = [HCO3− + CO3= ] − [Ca+++ Mg++ ]
        = {HCO3−/61 + CO3=/30} − {Ca++/20 + Mg++/12}
De vergelijking erkent de aanwezigheid van bicarbonaat, (HCO3−), de vorm waarin de meeste carbonaten zijn opgelost in water.
De waarde van RSC mag niet hoger zijn dan 1, en is bij voorkeur lager dan 0,5.

## Zoute gronden
De meeste zoute gronden zijn ook rijk aan natrium omdat natriumchloride overheersend is, maar zij hebben geen erg hoge pH en geen slechte infiltratiecapaciteit. Na doorspoeling veranderen ze normaliter niet in een alkalische grond omdat de bewegelijke Na+-ionen gemakkelijk worden verwijderd. Daarom hebben zoute gronden meestal geen gipstoediening nodig voor de verbetering